# Gemmakerk
De Gemmakerk is een voormalig kerkgebouw in de Sittardse wijk Sanderbout. De kerk diende als parochiekerk van de rooms-katholieke parochie van de Heilige Gemma. Het kerkgebouw bevindt zich aan de Bremstraat 7, tegenover het wijkwinkelcentrum van Sanderbout en is in gebruik geweest van 1952 tot 2013.

## Geschiedenis
Na de Tweede Wereldoorlog groeide Sanderbout uit van mijnwerkersdorp tot volwaardige stadswijk en het groeiende aantal woningen en parochianen maakte een kerkgebouw in de wijk noodzakelijk. Het bouwwerk werd in 1950 ontworpen door de Maastrichtse architect Alphons Boosten, die een groot aantal kerken en andere bouwwerken in Limburg heeft ontwerpen. De bouw startte in 1952, een jaar na het overlijden van Boosten onder leiding van architect H.J. Palmen, die het originele ontwerp in enige mate aanpaste. De kerk werd in hetzelfde jaar nog in gebruik genomen.
Als gevolg van het fors teruggelopen kerkbezoek is de kerk in 2013 definitief gesloten. Hierna werd het gebouw omgebouwd tot wijkcentrum.

## Beschrijving
Het bouwwerk is een uit baksteen opgetrokken halve kruisbasiliek en wordt gekenmerkt door twee dakruiters die tot ver in de omgeving te zien zijn. Het schip heeft een lessenaarsdak.